# 김위제
김위제(金謂磾)는 고려 숙종 시절의 술사이다.

## 생애
1097년에 도선의 도참설을 들어 남경 천도를 주청하였고, 1099년에는 숙종이 친히 남경 지세를 답사케 하여 궁궐까지 짓게 되었다. 그는 남경 천도와 서경 중시의 근거로 36국이 조공해 온다는 비기설을 내세워 예종조에는 서경 용언궁 창건 공사에 참가하였고, 인종조의 묘청의 칭제건원론(稱帝建元論)과 서경천도론의 이론적 근거를 마련해 주었다.

## 전기 자료
- 『고려사』 권122, 「열전」35, 김위제